# Міхай Роман Георгійович
Рома́н Гео́ргійович Мі́хай — старший солдат Державної прикордонної служби України, учасник російсько-української війни.

## Нагороди
За особисту мужність і героїзм, виявлені у захисті державного суверенітету та територіальної цілісності України, вірність військовій присязі під час російсько-української війни
- нагороджений орденом «За мужність» III ступеня (9.4.2015).